# Çorak, Bayburt
Çorak là một xã thuộc thành phố Bayburt, tỉnh Bayburt, Thổ Nhĩ Kỳ. Dân số của xã vào thời điểm năm 2010 là 114 người.